# Огородников Кирило Федорович
Кирило Федорович Огородников (рос. Кирилл Фёдорович Огородников; нар. 17 (30) липня 1900 — пом. 30 червня 1985) — радянський астроном, заслужений діяч науки РРФСР.

## Біографія
Народився в Петербурзі. У 1923 закінчив Московський університет.
У 1922–1934 працював у Державному астрофізичному інституті (в 1931 увійшов до складу Державного астрономічного інституту ім. П. К. Штернберга, з 1931 — професор).
У 1934–1938 — співробітник Пулковської обсерваторії.
З 1939 працював в Ленінградському університеті (в 1941—1950 — директор обсерваторії університету).
У 1941–1942 — учасник Народного ополчення на Ленінградському фронті.

### Внесок в науку
Основні наукові роботи відносяться до зіркової та позагалактичної астрономії. Ранні дослідження (1923—1926) присвячені визначенню апекса і швидкості Сонця за променевою та просторовою швидкостями зірок. Розвинув теорію диференціального поля швидкостей у Галактиці і дав у 1932 методи визначення характеристик цього поля за встановленими зі спостережень променевими швидкостями і власного руху зірок.
У 1938—1940 виконав теоретичний аналіз зоряних підрахунків у темних областях неба, що дозволило розробити і широко застосувати методику визначення фізичних характеристик темних туманностей Галактики.
Побудував зоряно-динамічну теорію, котра вдало поєднує статистичний підхід до проблеми з гідродинамічним, сформулював загальні динамічні властивості зоряних систем. Розглянув фігури рівноваги зоряних систем, що обертаються, і знайшов, що деякі отримані при цьому теоретичні наслідки відповідають спостережуваним формам галактик; передбачив можливість існування веретеноподібних галактик, а також галактик з грушоподібною фігурою рівноваги.
Дійшов висновку про гравітаційну нестійкість твердотільних обертових галактик і тим самим пояснив деякі особливості структури спіральних систем. Розробив динамічну класифікацію галактик і висловив ряд припущень про можливу послідовності їхньої еволюції.
Основні результати своїх зоряно-динамічних досліджень виклав у монографіях «Основи динаміки обертових зоряних систем» (1948) і «Динаміка зоряних систем» (1958). Ряд робіт присвячено історії астрономії, зокрема становленню сучасної астрономії в працях Миколая Коперника.

## Досягнення і посади
Головний редактор реферативного журналу «Астрономія» з часу його створення в 1953.
Заслужений діяч науки РРФСР (1968).
Член Міжнародної академії астронавтики (1960).